# Yponomeuta cagnagella
Yponomeuta cagnagella là một loài bướm đêm thuộc họ Yponomeutidae, bướm đêm Ermine. Sải cánh dài 19 to 26 mm.
Thời gian bay từ cuối tháng 6 đến tháng 10. Chúng bị ánh đèn hấp dẫn.
Cây chủ là European spindle.

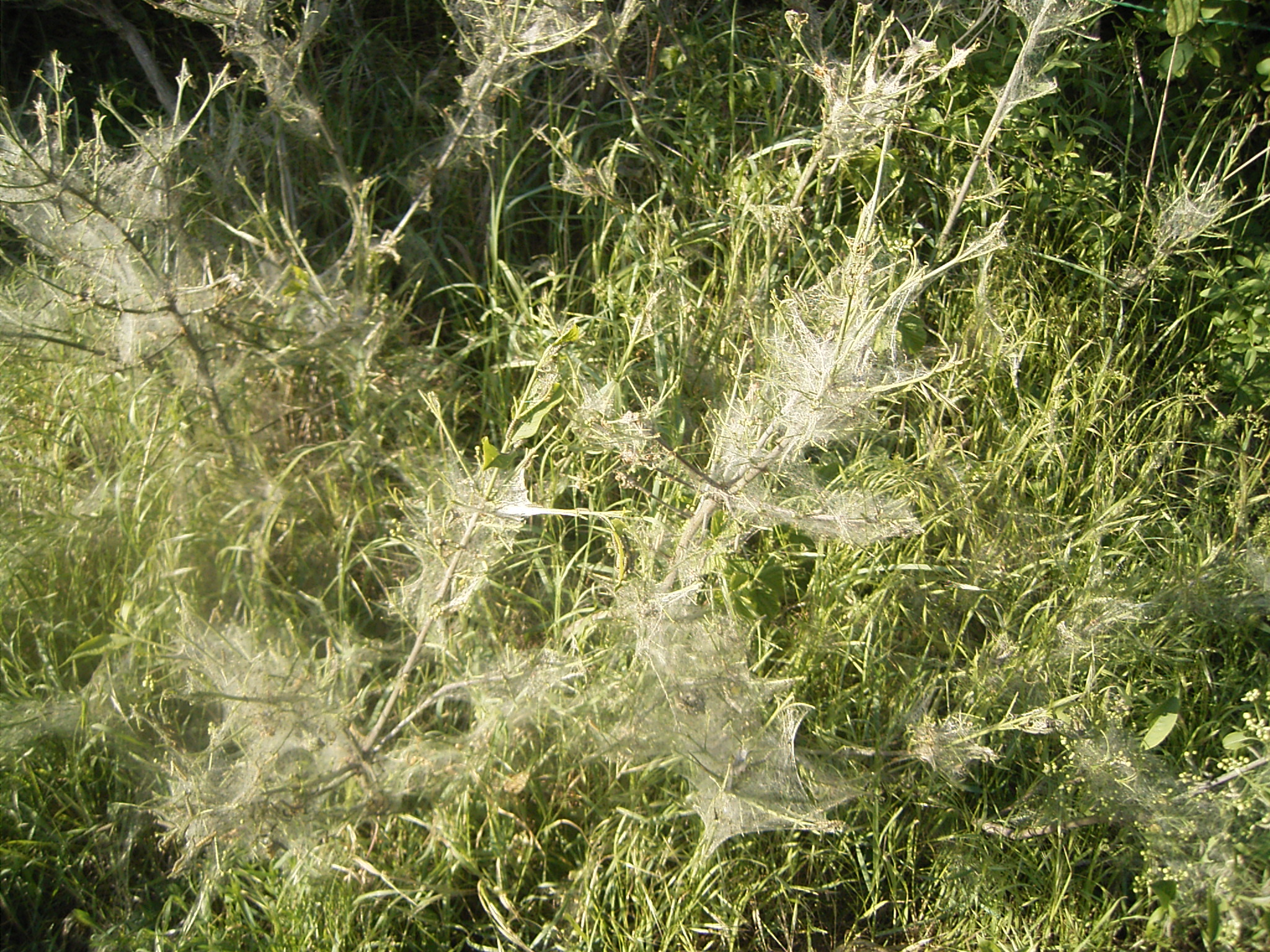
The silk of the larvae of Yponomeuta cagnagellus
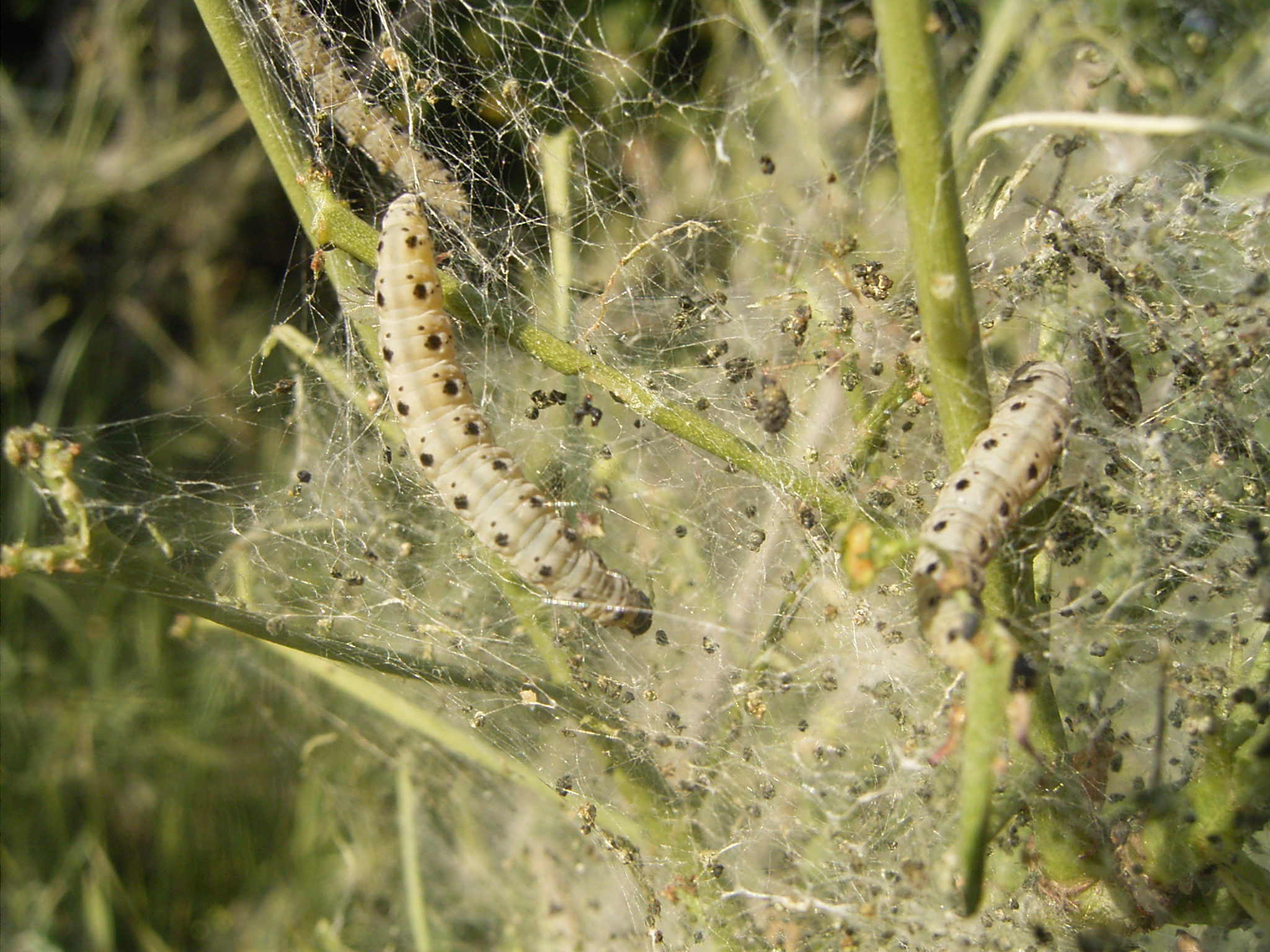
Larvae of Yponomeuta cagnagellus